# Love Collection 〜pink〜
『Love Collection 〜pink〜』（ラブ・コレクション・ピンク）は、西野カナのベスト・アルバム。2013年9月4日にSME Recordsから、『Love Collection 〜mint〜』とともに2枚同日発売された。

## 概要
西野カナデビュー5周年を記念した、自身初のベスト・アルバム。初回生産限定盤と通常盤の2形態のリリースで、初回生産限定盤はスペシャルオリジナルジャケット三方背BOX仕様、スペシャルブックレット同梱、ビデオクリップ集DVD付き、桜沢エリカ書き下ろしオリジナルアナザージャケット封入。
本作品は、2008年のデビューから2013年までに発売されたシングルから11曲と、アルバムリード曲から2曲、そして新録曲が2曲収録されている。先行シングルの「涙色」は、Video Clipともにアルバム初収録となった。
『Love Collection 〜mint〜』とは両アルバムともサブタイトルに"Love"にまつわるイメージカラーがつけられており、本作品の「pink」は甘さやかわいらしさを表している。
2年後の2015年には、本作を対する裏ベスト・アルバム『Secret Collection 〜RED〜』が、5年後の2018年には、今作の続編(2013年 - 2018年)として、10周年記念ベスト・アルバム『Love Collection 2 〜pink〜』がそれぞれ発売された。

## 収録曲

### DISC 1：CD【全形態共通】
1. GO FOR IT!! [3:56]
作詞：Kana Nishino / 作曲：FAST LANE / 編曲：FAST LANE、HIRO DOI (NICHION)
  - 18thシングル
  - 山崎製パン『ランチパック』CMソング
2. Best Friend [5:19]
作詞：Kana Nishino / 作曲・編曲：GIORGIO CANCEMI
  - 9thシングル
  - NTTドコモ「ガンバレ受験生'09-'10」公式キャンペーン・ソング
3. もっと… [5:29]
作詞：Kana Nishino / 作曲・編曲：GIORGIO CANCEMI
  - 7thシングル
  - レコチョクTV-CFソング
  - 日本テレビ系ドラマ『探偵M』主題歌
4. 君に会いたくなるから [4:04]
作詞：Kana Nishino、Kanako Kato / 作曲：Kana Nishino、Jeff Miyahara、Kenji "JINO" Hino / 編曲: Jeff Miyahara、Kenji "JINO" Hino
  - 6thシングル
  - レコチョク TV-CFソング
5. SAKURA, I love you? [4:39]
作詞：Kana Nishino / 作曲：Jeff Miyahara
  - 16thシングル
  - SONY『WALKMAN Play You.』CMソング
6. 君って [5:27]
作詞：Kana Nishino / 作曲：SAEKI youthK（RzC）/ 編曲：Kotaro Egami（SUPA LOVE）
  - 12thシングル
  - フジテレビ系ドラマ『フリーター、家を買う。』挿入歌
7. 涙色 [5:36]
作詞：Kana Nishino、GIORGIO 13 / 作曲・編曲：GIORGIO CANCEMI
  - 21stシングル
  - 日本テレビ系『スッキリ!!』2013年8月度エンディングテーマ
  - アルバム初収録
8. I [3:49]
作詞：Kana Nishino / 作曲：Olivia Nervo、Miriam Nervo、Bobby Huff / 編曲：SiZK from ★STAR GUiTAR
  - デビューシングル
  - 中京テレビ放送『TA☆RO』2008年2月度エンディングテーマ
9. Style. [4:04]
作詞：Kana Nishino / 作曲・編曲：Kazuhiko.M
  - 3rdシングル
  - テレビ東京系アニメ『ソウルイーター』エンディングテーマ
10. Join us! [3:47]
作詞：Kana Nishino、DJ Mass(VIVID Neon*)、ENVIE / 作曲：DJ Mass(VIVID Neon*)、Kyoko Osako、etsuco / 編曲：VIVID Neon*、Kyoko Osako、Imaizumi（T.U.S）
  - 新録曲
11. Esperanza [5:23]
作詞：Kana Nishino / 作曲： DJ Mass(VIVID Neon*)、Hiroshi Yoshida、Toshihiro Takita / 編曲：VIVID Neon*、Toshihiro Takita
  - 14thシングル
  - 日本テレビ系『スッキリ!!』2011年5月度エンディングテーマ
12. MAYBE [4:04]
作詞：Kana Nishino、GIORGIO 13 / 作曲・編曲：GIORGIO CANCEMI
  - 8thシングル
  - MAYBELLINE NEWYORK「ボリューム エクスプレス マグナム」TVCMソング
13. 君の声を feat.VERBAL(m-flo) [5:29]
作詞：Kana Nishino、VERBAL(m-flo) / 作曲・編曲：GIORGIO CANCEMI
  - 1stアルバム『LOVE one.』リード曲
14. LIGHTS,CAMERA,ACTION [3:55]
作詞：Kana Nishino、GIORGIO 13 / 作曲・編曲：GIORGIO CANCEMI
  - 新録曲
15. Alright [5:02]
作詞：Kana Nishino / 作曲・編曲：Yuichi Hayashida
  - 3rdアルバム『Thank you, Love』リード曲

### DISC 2：DVD【初回生産限定盤のみ】
Kana Nishino Video Clips 〜pink〜
1. GO FOR IT!! [3:59]
2. Best Friend [5:45]
3. もっと… [5:46]
4. 君に会いたくなるから [4:17]
5. SAKURA, I love you? [4:51]
6. 君って [5:44]
7. 涙色 [6:44]
8. I [3:51]
9. Style. [4:08]
10. Esperanza [5:33]
11. 君の声を feat. VERBAL(m-flo) [4:49]
12. Alright [5:40]